# NTHL1
La proteína 1 similar a la endonucleasa III es una enzima que en humanos está codificada por el gen NTHL1.
Según lo revisado por Li et al.,  NTHL1 es una ADN glicosilasa bifuncional que participa de la eliminación beta asociada. NTHL1 suele participar en la eliminación de lesiones oxidativas de pirimidina mediante la reparación por escisión de la base. NTHL1 cataliza el primer paso en la reparación de la escisión de base. Escinde el enlace N-glicosílico entre la base dañada y su residuo de azúcar asociado y luego escinde el enlace fosfodiéster 3 'al sitio AP, dejando un aldehído insaturado en 3 'después de la eliminación beta y un fosfato 5' en los extremos del espacio de reparación.
La baja expresión de NTHL1 se asocia con el inicio y desarrollo del astrocitoma.  La baja expresión de NTHL1 también se encuentra en los tumores foliculares de tiroides.
Una mutación homocigótica de la línea germinal en NTHL1 causa un síndrome de susceptibilidad al cáncer similar al síndrome de Lynch.